# Arenaria macrosepala
Arenaria macrosepala är en nejlikväxtart som beskrevs av Pierre Edmond Boissier. Arenaria macrosepala ingår i släktet narvar, och familjen nejlikväxter. Inga underarter finns listade i Catalogue of Life.